# 小行星4209
小行星4209（4209 Briggs）是一颗绕太阳运转的小行星，为主小行星带小行星。该小行星于1986年10月4日发现。

## 轨道参数
小行星4209的轨道半长轴为3.1550611 UA，离心率为0.089。